# Himatanthus drasticus
Himatanthus drasticus är en oleanderväxtart som först beskrevs av Carl Friedrich Philipp von Martius, och fick sitt nu gällande namn av M.M. Plumel. Himatanthus drasticus ingår i släktet Himatanthus och familjen oleanderväxter. Inga underarter finns listade i Catalogue of Life.